# Leszek Małyszek
Leszek Małyszek (ur. 6 czerwca 1981) – polski lekkoatleta uprawiający biegi długodystansowe, specjalizujący się w biegu 24-godzinnym.

## Życiorys
W 2018 roku podczas Mistrzostw Polski w biegu 24-godzinnym w Łysych zdobył złoty medal z wynikiem 237,514 km.
W 2020 roku podczas Mistrzostw Polski w biegu 24-godzinnym w Pabianicach zdobył złoty medal z wynikiem 260,027 km.
W 2021 roku podczas Mistrzostw Polski w biegu 24-godzinnym w Pabianicach zdobył srebrny medal z wynikiem 256,081 km.
W 2022 roku podczas Mistrzostw Europy w biegu 24-godzinnym w Weronie zdobył złoty medal w drużynie, indywidualnie zajął 21 miejsce z wynikiem 254,969 km.
W 2023 roku podczas Mistrzostw Polski w biegu 24-godzinnym w Pabianicach zdobył srebrny medal z wynikiem 245,954 km.
W 2024 roku podczas Mistrzostw Polski w biegu 24-godzinnym w Pabianicach zdobył srebrny medal z wynikiem 252,845 km.

## Osiągnięcia
| Rok  | Impreza                                      | Miejsce | Konkurencja   | Pozycja     | Wynik     |
| ---- | -------------------------------------------- | ------- | ------------- | ----------- | --------- |
| 2019 | Mistrzostwa Świata w biegu 24-godzinnym 2019 | Albi    | indywidualnie | 32. miejsce | 236 320 m |
| 2019 | Mistrzostwa Świata w biegu 24-godzinnym 2019 | Albi    | drużynowo     | 4. miejsce  | 748 179 m |
| 2022 | Mistrzostwa Europy w biegu 24-godzinnym 2022 | Werona  | indywidualnie | 21. miejsce | 254 969 m |
| 2022 | Mistrzostwa Europy w biegu 24-godzinnym 2022 | Werona  | drużynowo     | 1. miejsce  | 825 526 m |